# Marie Le Hanne
Marie Le Hanne (geb. Reichensperger, auch: Marie Le Hanne Reichensperger; * 8. November 1848 in Koblenz; † 2. Oktober 1921 in Köln) war eine deutsche Sozialreformerin und unter anderem eine der Gründerinnen des Vereins vom guten Hirten, des späteren Sozialdiensts Katholischer Frauen (SKF).

## Leben
Marie Reichensperger wurde als Tochter von Clementine Reichensperger, geb. Simon und des Politikers und Juristen August Reichensperger geboren. Ihr Vater war in diesem Jahr auch Abgeordneter in der Frankfurter Nationalversammlung und 1849 Kammergerichtspräsident in Köln. Sie wuchs in großbürgerlichen katholischen Verhältnissen auf und erfuhr – für ein Mädchen dieser Zeit – eine vergleichsweise gute Schulbildung. Sie besuchte Privatschulen und erhielt bis 1866 ihren „gesellschaftlichen Schliff“ in einem Klosterinternat in Brügge.
1878 heiratete sie Jakob Le Hanne, einen preußischen Bergrevierbeamten und Bergrat, mit dem sie in Arnsberg und später in Koblenz lebte und viel reiste. Im Jahr 1889 starb der Ehemann plötzlich im Alter von 50 Jahren und wenige Monate danach auch das gemeinsames Kind kurz nach der Geburt.
Die verwitwete Marie Le Hanne begann sich noch in Koblenz für Familien, Mütter nichtehelicher Kinder, die Ausbildung von Mädchen und für weibliche Strafgefangene und Haftentlassene zu engagieren, bevor sie 1899 nach Köln zurückkehrte. Auch hier betätigte sie sich weiter in der praktischen Fürsorge, in Projekten gegen Armut und in der Gefangenenfürsorge in Köln und Siegburg. Sie nutzte ihre gesellschaftliche Vernetzung in Köln, um sich mit Gleichgesinnten zu organisieren und lernte 1900 Agnes Neuhaus kennen, mit der sie Ende des Jahres den überregionalen Verein vom guten Hirten gründete (heute SKF), dessen stellvertretende Vorsitzende sie wurde. Anfang des 20. Jahrhunderts benannte sich der Verein um in Katholischer Fürsorgeverein für Mädchen und Frauen.
Der Verein übernahm Vormundschaften für Waisen und vernachlässigte Kinder, und nach dem Tod ihrer Eltern 1902 richtete Le Hanne in ihrem Elternhaus eine Zufluchtstätte für Jugendliche („Reichenspergerhaus“) sowie das Mädchenwohnheim „Haus Maria Schutz“ ein. Sie betreute individuell Obdachlose und Hinrichtungskandidatinnen, unverheiratete Schwangere und Frauen mit Geschlechtskrankheiten.
Marie Le Hanne starb im Oktober 1921.
Das im Zweiten Weltkrieg zerstörte Reichenspergerhaus wurde vom SKF 1952 durch einen Neubau ersetzt. Nach einem Umbau 2016 erhielt die Einrichtung den Namen Haus Marie Le Hanne Reichensperger.